# Capital immatériel
Pour les articles homonymes, voir immatériel.
Ne doit pas être confondu avec patrimoine culturel immatériel, dématérialisation ou patrimoine informationnel commun.
Le capital immatériel ou patrimoine immatériel est un élément non monétaire et sans substance physique, constitué par les informations et connaissances détenues, et ayant une valeur positive, par une organisation.
Afin de donner une connotation comptable au terme, il est possible d'utiliser la notion d'actif immatériel.
- les actifs intangibles sont alors des actifs immatériels qui ne sont pas toujours comptabilisables (c'est-à-dire difficilement identifiables) ;
- les actifs incorporels sont des actifs immatériels comptabilisables car identifiables par le prix d'acquisition (appelés immobilisations incorporelles constituées aussi par convention comptable du goodwill) ;
- le capital intellectuel notion de management et de microéconomie est intégré dans le concept de capital immatériel depuis une normalisation comptable de la Commission européenne et de l'OCDE ;
- le capital cognitif propre à la société de la connaissance est l'équivalent du capital intellectuel au niveau macroéconomique.

Le Uniform Commercial Code aux États-Unis (Section 9-102(a)(42)) définit les general intangibles comme : « tout élément de patrimoine autre que les comptes, les biens meubles, les réclamations sur des dommages commerciaux, les comptes de dépôt, les documents, les biens, les instruments, la propriété d'investissement, les droits à lettre de crédit, les lettres de crédit, l'argent, le pétrole, le gaz, ou d'autres minerais avant extraction. Le terme inclut les intangibles et le logiciel de paiement ».
Les comptes sociaux ne donnent qu’une image réductrice en cas d'évaluation d'entreprise pour la construction d'une stratégie d'entreprise. Pour en apprécier toute la richesse, il est essentiel de savoir analyser son capital immatériel.

## Enjeux et histoire du concept de capital immatériel
Le capital immatériel a un impact considérable sur l'activité économique. L'exemple le plus saisissant est celui des contrats d'externalisation où le transfert de savoir-faire, d'informations, de supports de communication peuvent être envisagés et sont au cœur de la démarche.
D'autres enjeux juridiques tournent autour de la notion de capital immatériel dès lors que l'originalité d'une production intellectuelle originale (l'œuvre) débouche sur un support à protéger.
À chaque fois, il faudra au cas par cas mesurer les modes de protections de cette créativité pour chaque support choisi au regard des droits d'auteurs qui y sont attachés en particulier pour les salariés des entreprises. Des particularités existent pour les droits des brevets, dessins et modèles, les logiciels et les bases de données également sans oublier le droit des marques commerciales.
Tout le droit de propriété intellectuelle, immatériel par définition est avec la globalisation une problématique complexe en perpétuelle évolution. Dans une économie globalisée où l'immatériel devient essentiel dans un cadre concurrentiel, les agents économiques comme les autorités publiques doivent veiller au respect de leur capital dans le temps comme dans l'espace pour préserver leur liberté d'action comme leurs actifs.

### Enjeux généraux du capital immatériel
L'actif immatériel est un concept qui permet de traiter des synergies qui peuvent naître des interactions au sein d'une organisation (entreprise, groupe d'individus…).
Il est possible de distinguer 4 types de synergies :
- La maintenabilité : la capacité à corriger et modifier simplement une structure, et même, parfois, la possibilité de modifier celle-ci en cours d'utilisation.
- La mutualisation : la capacité à identifier une fonction et à l'utiliser dans plusieurs contextes.
- La scalabilité : la capacité à pouvoir évoluer par un changement d'échelle, c'est-à-dire de supporter des volumes plus importants de flux sans remettre en cause la structure sous-jacente.
- La résilience : la capacité à continuer de fonctionner en cas de panne.

L'actif immatériel permet aussi de représenter ce qui n'est pas de nature physique dont ce qui est identifiable (incorporel) et non identifiable (intangible).
Ainsi, l'entreprise peut distinguer la part identifiable et intangible. Le capital immatériel intangible est difficile à évaluer et donc à optimiser. Il est donc représentatif de la part difficilement optimisable du management de l'organisation. Le concept de capital immatériel intègre ainsi le concept de capital-savoir en gestion des connaissances et cherche à prendre en compte aussi des synergies de l'organisation encore plus intangibles liées par exemple à la culture d'entreprise et qui restent fondamentales au niveau stratégique…

### Enjeux généraux spécifiques au capital intellectuel
Les investissements immatériels (composés des activités de recherche et développement, formation, logiciel et commercial) représentaient 21 % du capital brut en 1974, 41 % en 1987 et dépassent les actifs tangibles depuis les années 2000. Des centaines de millions sont dépensés aussi chaque année par les entreprises en recherche et développement, ce qui engage le capital intellectuel des entreprises et de leurs partenaires. Pour protéger leurs efforts de recherche et développement (R&D), les entreprises se fondent généralement sur des lois de propriété intellectuelle et des lois sur la concurrence déloyale.
La tertiarisation de l’économie, amplifiée par l’explosion des services liée à l’arrivée d’Internet, a mis en évidence un défaut structurel des normes comptables pour capter toute la valeur des synergies de l’entreprise. Selon plusieurs études, 75 à 90 % de la capitalisation boursière des entreprises cotées est constituée par des actifs immatériels. Il n’y a plus de corrélation entre valeur de marché et valeur comptable, et ce fossé s’est irrémédiablement creusé. Le capital immatériel n’explique plus une simple variable d’ajustement, il est devenu le concept économique associé à l’essentiel de la valeur de l’entreprise : sa valeur immatérielle.
Le capital intellectuel peut rester un concept d'un usage général, notamment dans le cadre de la gestion du savoir, mais il tend aussi à se formaliser en indicateurs de gestion non financiers, donc à être précisé, inventorié, normalisé et explicité dans les bilans annuels et finalement la communication financière de l'entreprise. Des tierces parties spécifiques (y compris partenaires commerciaux et autres parties intéressées à entrer dans la propriété, compagnie d'assurance) trouvent en effet dans ces données sur l'intangible un intérêt qui fait défaut aux austères états financiers.
Le Capital intellectuel correspond, concrètement, à la possession par l'organisation d'expertises, d'expériences, de technologies, de procédés, de procédures et de processus d'affaires particuliers, de compétences individuelles, qui représentent des synergies pour l'organisation et l'avantage concurrentiel de l'entreprise, que l'on retrouve non seulement dans les centres de recherche et développement, mais aussi, de plus en plus, dans tous les autres métiers de l'entreprise (marketing, achats, production, logistique, informatique…).
Le capital de connaissances de l'entreprise peut se manifester sous forme de connaissance explicite ou de connaissance tacite. Le système d'information représente la connaissance explicite de l'entreprise, le capital intellectuel étant plutôt la connaissance tacite des employés.

### Histoire du concept de capital immatériel
En 1963, Theodore Schultz élabore la notion de capital humain qui deviendra célèbre grâce aux travaux de Gary Becker en 1964.
En complément de l'inventaire de l'actif de nature matérielle (tangible), pris en compte en principe dans le capital financier, le concept de capital intellectuel a émergé vers la fin du XXe siècle pour intégrer le développement des activités de service et l'importance croissante de l'information, qui ramènent au premier plan le facteur humain et la gestion des ressources humaines.
Le 3 avril 1986, interviewé dans L'Expansion, Bruno Bizalion indique que le capital des entreprises comporte aussi des éléments immatériels et a développé une méthode permettant de valoriser ce potentiel immatériel.
En 1992, Leif Edvinsson propose le terme de capital immatériel dans le cadre de ses recherches sur l’évolution des méthodes de management du groupe. Cinq ans plus tard, en collaboration avec Michael Malone, il publiera le résultat de ses travaux. Ils cherchent à identifier les richesses cachées de l’entreprise, soit tout ce qui lui permet de créer de la valeur et que l’on ne peut pas toujours déceler à la lecture de son bilan (toutes les valeurs des synergies de l'organisation ne sont pas représentées). Le capital immatériel est donc associé par définition à la différence entre la valeur réelle, ou de marché, de l’entreprise et sa valeur comptable (voir l'évaluation d'entreprise).
En France, Ahmed Bounfour a été l'un des tout premiers à développer une approche du capital immatériel, du point de vue de son management, en l'axant sur une approche dynamique autour de la méthode IC-dVAL, organisée autour de 4 pôles, ressources/compétences, processus, outputs et actifs immatériels (1998). Cette approche a été par la suite appliquée dans différents contextes : évaluation des capacités d'innovation des pays, évaluation d'entreprises, évaluation d'activités de soutien (systèmes d'information en particulier). Dans une version plus récente, elle a été couplée à la grille VRIO, avec l'intégration d'une dimension temporelle des actifs immatériels. La chaire européenne de l’immatériel de l’Université Paris–Sud, dont il est titulaire, est maintenant établie comme l’une des principales plateformes de recherche et d’échange entre chercheurs et décideurs au plan international, intéressés par l’agenda de l’immatériel. Plus généralement, les études développées sur le capital immatériel semblent reposer sur les objectifs du conseil européen de Lisbonne (2000). Or il se trouve que le conseil européen de Göteborg (2001) a fixé des objectifs de développement durable à l'économie du savoir. Il semble que ces objectifs ne soient pas encore intégrés dans l'analyse. D'autre part, les métadonnées devraient être prises en compte dans ces démarches, avec l'organisation de registres de métadonnées publics, afin de structurer le capital immatériel des administrations, des pôles de compétitivité, et des entreprises. Le Cigref a fait une étude en 2006 sur l'évaluation du capital immatériel constitué par le système d'information. La subdivision adoptée par le Cigref est celle de l'IFAC (humain, relationnel, organisationnel).
En Europe, à la suite de projets crises provoqués par le passage informatique à l'an 2000 et à l'euro, par l'explosion de la bulle internet en 2000, on a ressenti la nécessité d'évaluer de façon plus rigoureuse le capital de l'entreprise, en prenant en compte d'une façon normalisée le capital intellectuel.
Différents travaux menés depuis une dizaine d'années par la Banque mondiale, l'OCDE, et la Commission européenne ont conduit à une normalisation comptable du capital intellectuel, appelé désormais capital immatériel.

## Évaluation des performances économiques du capital immatériel
Pour évaluer les performances économiques du capital immatériel,il peut être pertinent de segmenter celui-ci pour une évaluation individuelle des segments. Pour chaque segment, on pourra envisager la création d'indicateurs de performance qui relient la pratique avec la théorie des organisations. La pertinence de l'évaluation dépendra de celle de la segmentation. Il existe de nombreuses segmentations avancées par des personnes physiques ou morales.
On trouvera ci-dessous quelques exemples de segmentation.
L'organisation peut être segmentée pour responsabiliser soit par services de la gestion de la qualité (logistique, gestion des ressources humaines, direction du système d'information) soit par une approche sociologique qui est par exemple en :
- technologie ;
- structure physique ;
- organisation sociale ;
- culture.

Il faut ensuite choisir des étalons de mesure (comme ceux des normes IFAC) permettant de convenir d'indicateurs détectant les synergies entre ces segments qui sont :
- le capital humain ;
- le capital relationnel ;
- le capital structurel ;
- le capital ancienneté.

Il faudra veiller à ne pas appliquer de formule toutes faites et au contraire d'adapter l'analyse au positionnement de l'entreprise (déterminé par la segmentation marketing ou par les DAS).
Le tableau suivant montre la distinction d'analyse du capital immatériel en fonction des indicateurs recherchés. L'analyse statique pourra être dépassée par une analyse dynamique à des fins stratégiques par une comparaison entre les immobilisations incorporelles en comptabilité et sa valeur d'opportunité (c'est-à-dire la valeur de marché (juste valeur) plus ou moins l'impact des asymétries d'information). L'analyse dynamique peut être utilisée pour comparer différents scénarios relatifs à la stratégie de l'entreprise. Il est possible d'utiliser une méthode globale qui sera utile en analyse financière ou une approche partant directement des immobilisations incorporelles à des fins de création d'indicateurs pour l'évaluation de l'organisation (gestion de la qualité dont logistique, gestion des ressources humaines et informatique décisionnelle).
| Valeur d'opportunité (1)           | Valeur comptable (2)                          | Écart (intérêt stratégique d'agir) : (1)-(2) |
| ---------------------------------- | --------------------------------------------- | -------------------------------------------- |
| Capital immatériel de l'entreprise | immobilisations incorporelles (dont goodwill) | Gain de synergies-Coûts cachés               |
| Valeur de marché de l'entreprise   | Actif net comptable                           | Surplus de valeur                            |
| Analyse cartographique statique    | Analyse comptable                             | Analyse dynamique                            |

Pour évaluer l'impact des synergies sur l'organisation lors d'une prise de décision, il sera donc possible de réaliser soit une analyse statique généralement par audit externe, soit une analyse dynamique par audit interne (si l'entreprise peut détacher du personnel à cette tâche).

### Analyse statique du capital immatériel (une valeur à un moment)

#### Étapes de la cartographie statique
Il est d'abord possible de distinguer trois catégories d’indicateurs, ceux qui sont :
- généraux à toutes les entreprises ;
- particuliers à un secteur d’activité ;
- spécifiques à l’entreprise étudiée.

À chaque segment de l'organisation, il faudra déterminer les étalons de valeur et indicateurs utiles.
Une méthode de notation peut permettre enfin par exemple d’obtenir une appréciation assez fine. Le capital immatériel ainsi qualifié peut ensuite faire l’objet d’un suivi en vue de son amélioration.

#### Principaux étalons de mesure de la cartographie statique
L'analyse statique doit couvrir largement le spectre d'analyse du concept de capital immatériel. Il est possible de réaliser un audit externe (un audit interne pourrait être réalisé par un contrôleur de gestion) qui analyse l'entreprise avec l'utilisation d'étalons de valeur qui peuvent être les suivants.

##### Selon Leif Edvinsson
Leif Edvinsson[réf. nécessaire] proposait par exemple les étalons de valeur suivants :
- le capital humain : Compétences, connaissances, savoir-faire, expériences des employés et des décideurs de l'organisation ;
- le capital client : Capacité de la structure à promouvoir le développement d'initiatives, par la prise en compte de nouvelles attentes, la reconnaissance d'idées nouvelles, de concepts, et d'outils adaptés ;
- le capital structurel : ensemble des outils et techniques de groupware mis en œuvre pour contribuer au partage des informations et connaissances de l'organisation, orienté moyen par rapport au capital structurel ;
- le capital d'innovation, ensemble des éléments qui permettent à l'organisation d'innover : brevets, marque, droits d'exploitation, talents en matière de publication, de conférences, etc. ;
- le capital processus : ensemble des processus d'affaires appliqués au sein de l'organisation qui accroissent sa qualité et sa productivité. Ces processus peuvent être liés à des informations structurées ou non structurées. La certification ISO et la pertinence des normes appliquées dans l'entreprise accroissent le capital processus de l'entreprise.

##### Selon l'IFAC et le Cigref
Selon l'IFAC et le Cigref, il est possible d'adopter des étalons de valeur.
- Le capital humain : il s’agit essentiellement d’un étalon de valeur qui permet d’apprécier la qualité et le potentiel des hommes, et d’évaluer leurs connaissances. Dans la perspective d’une transaction, la capacité de l’entreprise à matérialiser ces connaissances, donc à pouvoir les transmettre, influera positivement sur la valorisation de l’entreprise. À l’inverse, la présence d’hommes clés détenant seuls une partie du savoir faire de l’entreprise affaiblira cette valorisation, tout comme un fort « intuitu personae » du chef d’entreprise :
  - capacités individuelles ;
  - connaissances ;
  - compétences ;
  - expérience ;
  - savoir-faire ;
  - motivation ;
  - tâches.
- Le capital relationnel : cette composante est le pendant qualitatif de l’activité. Elle permet de distinguer entre deux sociétés réalisant le même chiffre d'affaires, celle qui créera le plus de valeur à l’avenir. La capacité à fidéliser ses clients, la récurrence du CA, la force d’un modèle d'entreprise, sont autant de facteurs clés d’amélioration de la valorisation. Dans le cadre d’une transaction, le risque lié à la perte d’un client prépondérant sera particulièrement étudié :
  - clients ;
  - communauté ;
  - fournisseurs ;
  - investisseurs ;
  - Partenaires.
- Le capital structurel : lien naturel entre les hommes et les clients, les produits peuvent être l’élément principal de la valeur d’une entreprise. C’est particulièrement le cas pour les jeunes entreprises ou les plus innovantes. Lors d’une transaction la capacité des produits à générer des ventes croisées avec ceux de l’acquéreur sera un critère clé
- Le capital processus :
  - structure de l'information ;
  - base de données ;
  - flux d'information ;
  - flux de produits et services ;
  - flux financier ;
  - formes de coopération ;
  - processus stratégique.
- Le Capital renouvellement et développement :
  - Image de marque ;
  - spécialisation ;
  - processus de production ;
  - nouveaux concepts ;
  - nouvelles formes de coopération ;
  - concept/modèle ;
  - documents ;
  - culture ;
  - innovation ;
  - copyright ;
  - TIC ;
  - brevets.

##### Capital ancienneté
Selon EFC Entreprises Familiales Centenaires, il existe également un autre élément à intégrer dans la valeur de l'entreprise : le « capital ancienneté ».
Dans certains secteurs traditionnels, l'ancienneté est un élément extrêmement sécurisant. Le recours à un vocable « depuis », « créé en » ou « fondé en », suivi d'une date, vise à capitaliser sur ce volet traditionnel. Cette référence permet une différenciation concurrentielle et une valorisation de l'offre. En France près de 4 000 entreprises et produits font référence à une date. Plus la date est ancienne plus elle est porteuse de valeurs qui la rendent unique.

### Analyse dynamique du capital immatériel (une valeur dans le temps)

#### Principes de l'analyse dynamique
Une entreprise ne peut être réduite à une addition d’actifs. La richesse de l’entreprise tient également dans sa capacité à les améliorer, à les faire interagir pour qu’ils se nourrissent les uns les autres. Assurer une bonne dynamique entre les composantes du capital immatériel relève de l’organisation. La méthode IC-dVAl (Intellectual capital dynamic Value) permet d'approcher dynamiquement le capital immatériel des entreprises et des organisations.
La recherche des indicateurs dynamiques propres à apprécier l’organisation pour la stratégie se fait à trois niveaux :
- premièrement les indicateurs qui témoignent de la qualité intrinsèque de l’organisation ;
- deuxièmement les indicateurs qui analysent sa capacité à améliorer la qualité des autres composantes du capital immatériel ;
- enfin les indicateurs qui évaluent les interactions entre les composantes.

À titre d’exemple la qualité de l’organisation sera analysée par : le niveau d’informatisation, la cohérence et l’interopérabilité des différents logiciels ou encore la lourdeur éventuelle de la structure administrative. Au second niveau, l’étude passera par l’outil de gestion de la relation client (CRM), le réseau commercial, les programmes de fidélisation (clients) ; le budget de R&D, les investissements et partenariats technologiques (Produits) ; le budget formation, l’outil de Knowledge Management (Hommes). Enfin, concernant l’analyse des interactions, les indicateurs seront par exemple les politiques de veille (techno, concurrentielle, stratégique), la mesure de la satisfaction des clients envers les produits et les collaborateurs, les supports d’information pour les clients (newsletter, Extranet…).

#### Principes de l'audit dynamique du capital immatériel utile à la stratégie
Comme pour l'audit statique, il est nécessaire dans un premier temps d'opérer une segmentation de l'organisation et de choisir des étalons de valeur pour créer une liste d'indicateurs pertinents avec la stratégie d'entreprise.
Un point important à retenir est qu'un gros travail est déjà réalisé par les services que sont le service marketing et comptable/financier. Les indicateurs organisationnels doivent pour être utiles dépasser par exemple les informations fournies par la comptabilité. Ce que doit déterminer l'indicateur est le gain des synergies fournit par l'actif intangible (ou plus précisément la différence entre les gains de synergie et les coûts cachés). Ce n'est pas la valeur de l'intangible qu'il faut calculer, mais le gain qu'il procure car la finance et le marketing privilégie une approche prévisionnelle orientée vers l'avenir (pour spéculer ou vendre plus).
Un deuxième point important est qu'une segmentation de l'organisation pour déterminer le capital immatériel doit tenir compte de la segmentation utilisée par la stratégie marketing. En effet, ce sont bien les ventes qui structurent les activités de l'entreprise et donc à priori son organisation (il faut néanmoins surtout analyser les synergies transversales au sein de cette organisation par exemple avec un tableau de variables croisées).
Enfin, il ne faut pas perdre de vue que l'objectif de ce calcul est relativement subjectif. Il faut donc privilégier la pondération dans la décision stratégique des indicateurs objectifs et en particulier les indicateurs de couverture de frais fixes par les ventes (marge sur coût variable et seuil de rentabilité).

#### Indicateurs dynamiques d'évaluation du capital immatériel
Des indicateurs organisationnels relatif au positionnement stratégique (et marketing si possible) permettent d'évaluer l'impact des synergies sur l'organisation, c'est-à-dire sur :
- la structure physique, qui tombe sous la responsabilité de la logistique, du marketing… ;
- la technologie, sous la responsabilité de la direction du système d'information, de la production… ;
- la organisation sociale, sous la responsabilité de la gestion des ressources humaines ;
- la culture d'entreprise, sous la responsabilité de la gestion des ressources humaines.

L'étalon de mesure de l'actif immatériel pourra comme pour l'analyse statique être (selon l'IFAC) :
- le capital humain ;
- le capital relationnel ;
- le capital structurel.

Les méthodes de mesure suivantes peuvent être adoptées :
- gains tangibles et mesurables (dont goodwill par convention) : obtenus par la comptabilité ;
- gains intangibles et mesurables : il est possible de définir une mesure (nombre de dossiers traités, etc.) ;
- gains tangibles et non mesurables, il est possible de mettre en place un tableau de bord prospectif ;
- gains intangibles et non mesurables, il est possible de définir des moyens de mesure qualitatifs : ambiance dans l'entreprise...

Les entreprises emploient généralement des indicateurs de gestion dans leurs programmes de développement durable. Ces indicateurs peuvent être utilement répartis entre les quatre types de gains.

#### Exemples de gains tangibles
Mesurable par normalisation :
- emplois créés par insertion des étudiants en entreprise ;
- économies réalisées dans l'utilisation de matières premières ;
- économie dans le budget voyage, surtout dans le cas de l'avion ;
- autres économies sur des achats de biens ;
- augmentation du nombre de fiches traitées par internet ;
- qualité des produits, diminution du risque de responsabilité du fait des produits défectueux ;
- qualité des dossiers produits.

Difficilement mesurable (selon normes IFRS) :
- goodwill (normalement intangible souvent estimé comme tangible pour faciliter la comptabilisation en immobilisation incorporelle)

#### Exemples de gains intangibles
- Satisfaction des clients.
- Bonne préparation des réunions (en interne), colloques, conférences internationales, salons professionnels (en externe) ;
- Augmentation de la fidélité des clients ;
- Compétences des employés ;

## Autres aspects du capital immatériel

### Impacts économiques au niveau des États
L'évaluation du patrimoine informationnel est un exercice délicat. On intègre aujourd'hui sur un plan comptable de plus en plus d'éléments dans le patrimoine informationnel :
- le patrimoine lié à la recherche et développement ;
- les informations liées au patrimoine culturel (patrimoine architectural, musées, etc.) ;
- les informations liées au patrimoine naturel ;
- etc.

Dans l'Union européenne, la directive 2003/98/CE demande aux autorités publiques de tenir à disposition des citoyens l'information publique désirée.

#### En France
En France, l’État a organisé un bilan de ce patrimoine en application d'une loi organique 2001-692 relative aux lois de finance du 1er août 2006. En 2009, il a organisé par voie règlementaire le cadre de la valorisation de ce patrimoine par l'intermédiaire de deux décrets (no 2009-151 et no 2009-157) relatifs à la rémunération de certains services rendus par l’État consistant en une valorisation de son patrimoine immatériel.
Deux rapports récents publiés en France illustrent l'impact du capital immatériel au niveau des États et de la souveraineté :
- le rapport de la Cour des comptes de juin 2006, faisant état de la première mise en œuvre de la LOLF ;
- le rapport Lévy-Jouyet sur l'économie de l'immatériel, remis au ministre des finances Thierry Breton le 4 décembre 2006.

De ces réflexions est née l'APIE (Agence du patrimoine immatériel de l'État) qui confirme tout l'intérêt qu'a l'État français pour commencer, en attendant les collectivités locales, à valoriser son propre patrimoine immatériel selon la lettre de mission qui a été définie par une circulaire du 18 avril 2007.
Cette mission légère devrait intéresser financièrement les administrations les plus convaincues dès 2007 jusqu'en 2009. Un bilan pourra être tiré alors sur cet engagement. Une trace budgétaire de cette valorisation sera bientôt possible grâce à un décret du 10 février 2009.

### Impacts sur la gestion des hommes et des entreprises
La valorisation du capital immatériel repose essentiellement sur la valorisation des hommes qui concourent au capital collectif immatériel de l'organisation. La politique des ressources humaines qui favorise cette créativité est le terreau de l'enracinement d'une créativité partagée entre les salariés, mais aussi et surtout entre les salariés et leur employeur dans un intérêt mutuel bien compris. Souplesse des horaires, des lieux de travail, liberté de ton, remise en cause des acquis, formation, échanges informels, chaque organisation peut sécréter sa culture de création de valeur immatérielle dont le capital doit être valorisé, bonifié et renouvelé comme une ressource rare et fragile.

### Relation avec la sécurité du système d'information
Une politique de sécurité du système d'information, pour être efficace, doit prendre en compte cette dimension juridique.
Le niveau de sécurité atteint par un organisme sera celui du maillon le plus faible. Il est fortement recommandé de faire une analyse de la sécurité du système d'information orientée données, en évaluant les niveaux de sécurité des bases de données et des interfaces, à l'aide des critères communs et de l'échelle Evaluation Assurance Level.
La protection des brevets passe par la maîtrise des données utilisées dans les applications de gestion des brevets.

### Impacts juridiques
Juridiquement, le principal instrument de protection et de valorisation du capital immatériel est le droit de la propriété intellectuelle dans ses différentes branches.
Du point de vue de l'effectivité de la propriété intellectuelle dans la protection du patrimoine immatériel d'une entreprise, Bertrand Warusfel propose de distinguer trois aspects :
- les actifs technologiques ;
- les techniques commerciales et les modes d'accès à la clientèle ;
- le potentiel organisationnel et relationnel.

En suivant cette typologie, on constate facilement à quel point les branches du droit de la propriété intellectuelle couvrent de manière variable les différents champs du patrimoine immatériel et combien certaines demandes des entreprises en ce domaine demeurent largement insatisfaites :
- le patrimoine technologique a été, depuis l'origine, la branche du patrimoine immatériel de l'entreprise la mieux prise en compte par la propriété intellectuelle. C'est plus particulièrement le droit du brevet d'invention qui met à disposition des inventeurs et des entreprises innovantes un instrument juridique fort leur assurant des droits exclusifs sur toute mise en œuvre d'un système ou d'un procédé innovant ;
- s'agissant du patrimoine commercial de l'entreprise, la situation est beaucoup plus tranchée. Si la forme externe des outils commerciaux de l'entreprise (ceux qui assurent notamment la visibilité de ses produits ou services) bénéficie du concours de plusieurs protections juridiques complémentaires (marques, modèles, droits d'auteur), le contenu même des processus commerciaux mis en œuvre est exclu de toute protection juridique directe (sauf application jurisprudentielle réprimant certaines formes de concurrence déloyale ou de parasitisme) et doit assurer sa sauvegarde par le recours aux pratiques contractuelles et de secret ;
- le patrimoine organisationnel et relationnel de l'entreprise demeure, quant à lui, largement exclu de toute forme de protection par la propriété intellectuelle ;

Comme le dit Warusfel, « Efficace dans les domaines technologiques classiques et pour protéger les signes extérieurs qui distinguent commercialement l'entreprise sur son marché, la propriété intellectuelle rencontre déjà plus de difficultés à appréhender les domaines technologiques nouveaux et à protéger les méthodes commerciales et les techniques de relation-clients et s'avère incapable, par nature, de prendre en compte cette « intelligence collective » qui caractérise un modèle d'organisation collective ou de gestion des ressources humaines ».

#### Aspects informatiques
- Dématérialisation
- Vers le « zéro papier » ?

#### Aspects juridiques
- Droit de l'informatique en France
- Patrimoine (droit)
- Propriété intellectuelle

#### Aspects économiques
- Capital
- Capital social
- Économie de l'immatériel
- Économie du savoir
- Évaluation d'entreprise

#### Aspects sécurité
- Sécurité des données
- Sécurité de l'information
- Secret industriel
- Souveraineté numérique

#### Divers
- Analyse décisionnelle des systèmes complexes
- Connaissance
- Connaissance explicite
- Connaissance tacite
- Gestion des connaissances
- IC-dVAL, méthode d'évaluation